# Gastronomía de Liechtenstein
La gastronomía de Liechtenstein es una cocina muy poco conocida debido a que este país cuenta con poca superficie y por ende tiene muy poca población que pueda transmitir este Arte culinario.
Esta cocina es destacada por su sencillez y autenticidad ya que son platos creados con ingredientes simples que no requieren una maestría culinaria muy amplia y aparte de que son platos que no encontraras en otras partes del mundo.
A su vez la gran mayoría de los platos se sirven calientes debido a las bajas temperaturas que someten al país.

## Influencia de otras cocinas europeas

### Cocina Alemana y Austriaca
La cocina liechtensteiniana esta bastante influenciada por la gastronomía de sus países vecinos Alemania y Austria.
Esta similitud se debe a que estas dos naciones al ser países vecinos de este la gran mayoría de alimentos importados a Liechtenstein son de Alemania y Austria.
Un ejemplo de la similitud de estas cocinas es el Spaetzle (Queso clásico de la gastronomía de los países germano y austriaco) y el  Käsknöpfle, la cual es la versión de Liechtenstein.

## Platos Liechtensteinianos

### Käsknöpfle
Este plato se basa en spaetzle con queso gratinado"Emmental" o queso duro los cuales se van alternando en capas para finalmente usar cebolla frita como topping.

### Dreiknigskuchen
Es una tarta parecida al Roscón de Reyes la cual se basa en un pastel la cual su masa es endulzada y se le añaden pasas y chispas de chocolate antes de ser horneada.
Su forma es una corona y al igual que en el plato español, también podemos encontrar figuritas.

### Ribel

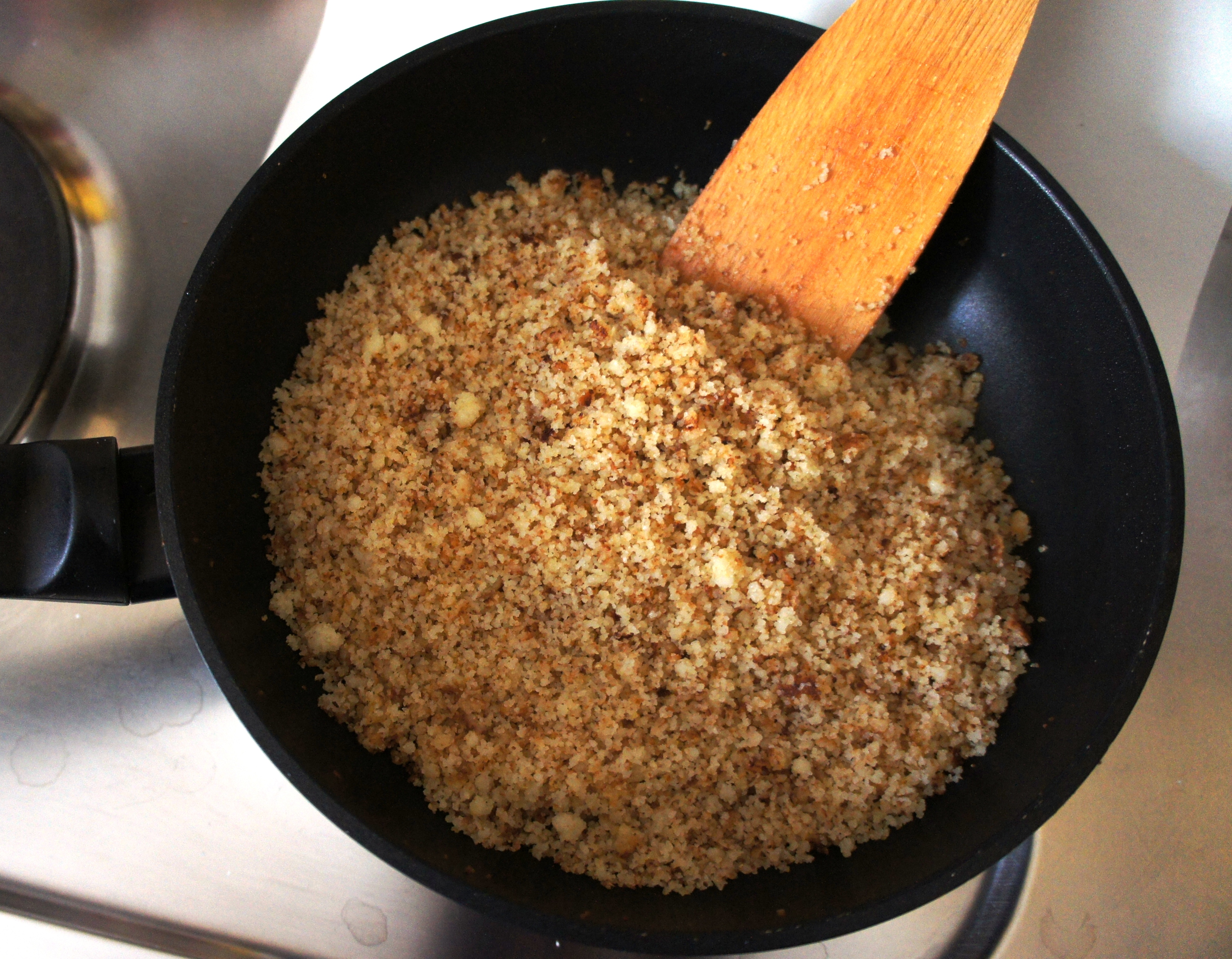
Plato de Ribel

Antaño era considerado humilde mas hoy en día, se ha convertido en desayuno. Se basa en mezclar maíz y trigo cocidos en una mezcla de agua y leche. Tras ello se doran con mantequilla.

### Schnitzel

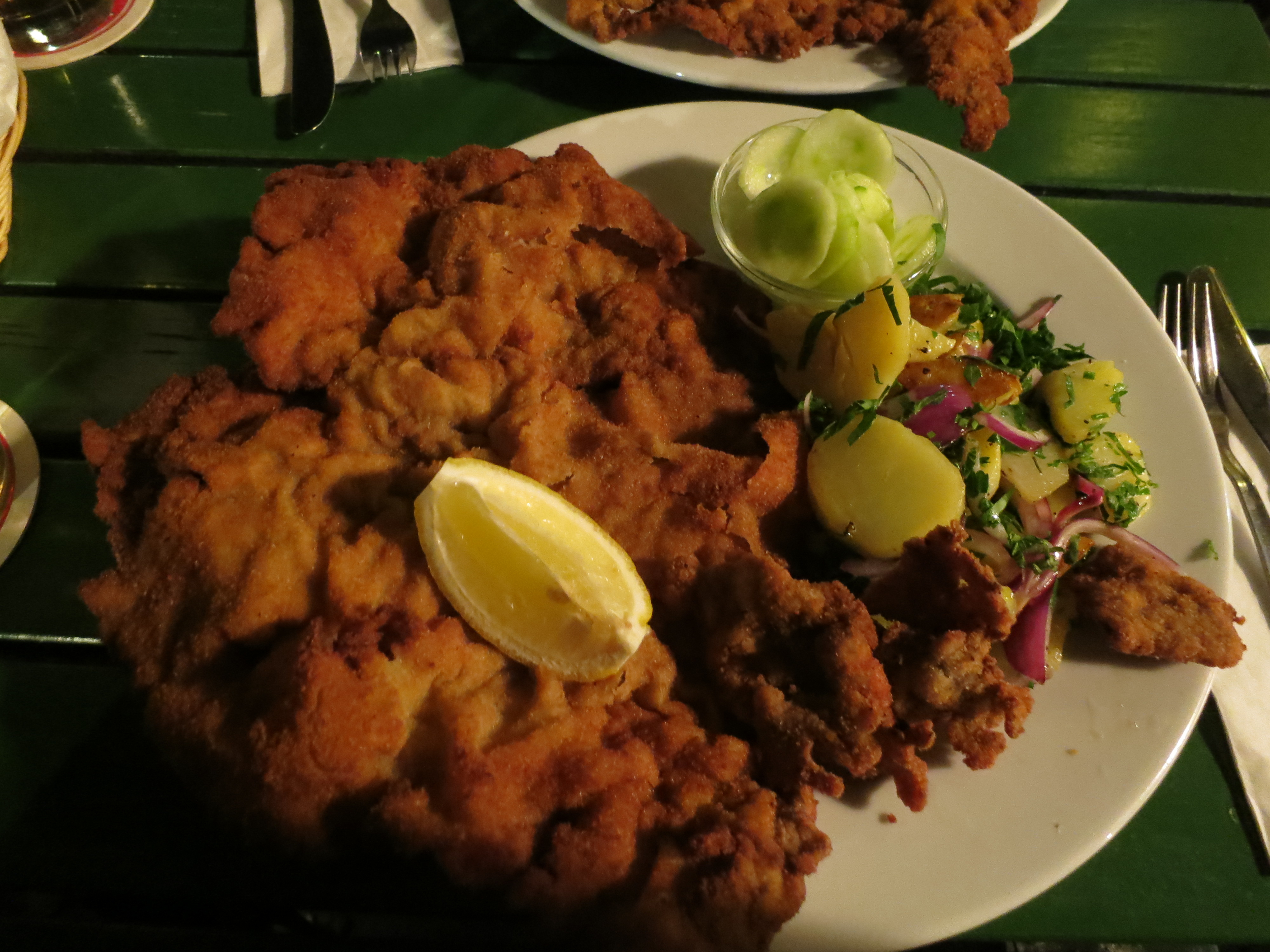
Plato de Schnitzel

Se asemeja a un escalope. Se compone por finas rebanadas de carne fritas con cebolla. La carne también puede apastarse con un mazo en vez de cortarla en laminas finas. Se imbuye en harina para ser freído.
Antiguamente se usaba carne de ternera pero ha evolucionado y se puede encontrar con carne de cordero pollo o cerdo.

### Kratzer
Es un postre que consiste en una tortita o panqueque endulzado y desmenuzado.

### Hafalaab
Consiste en una sopa o caldo con albóndigas de trigo y maíz condimentado con tocino ahumado o jamón.
Como muchos otros platos de esta nación comenzó en cocinas humildes.

### Muesli

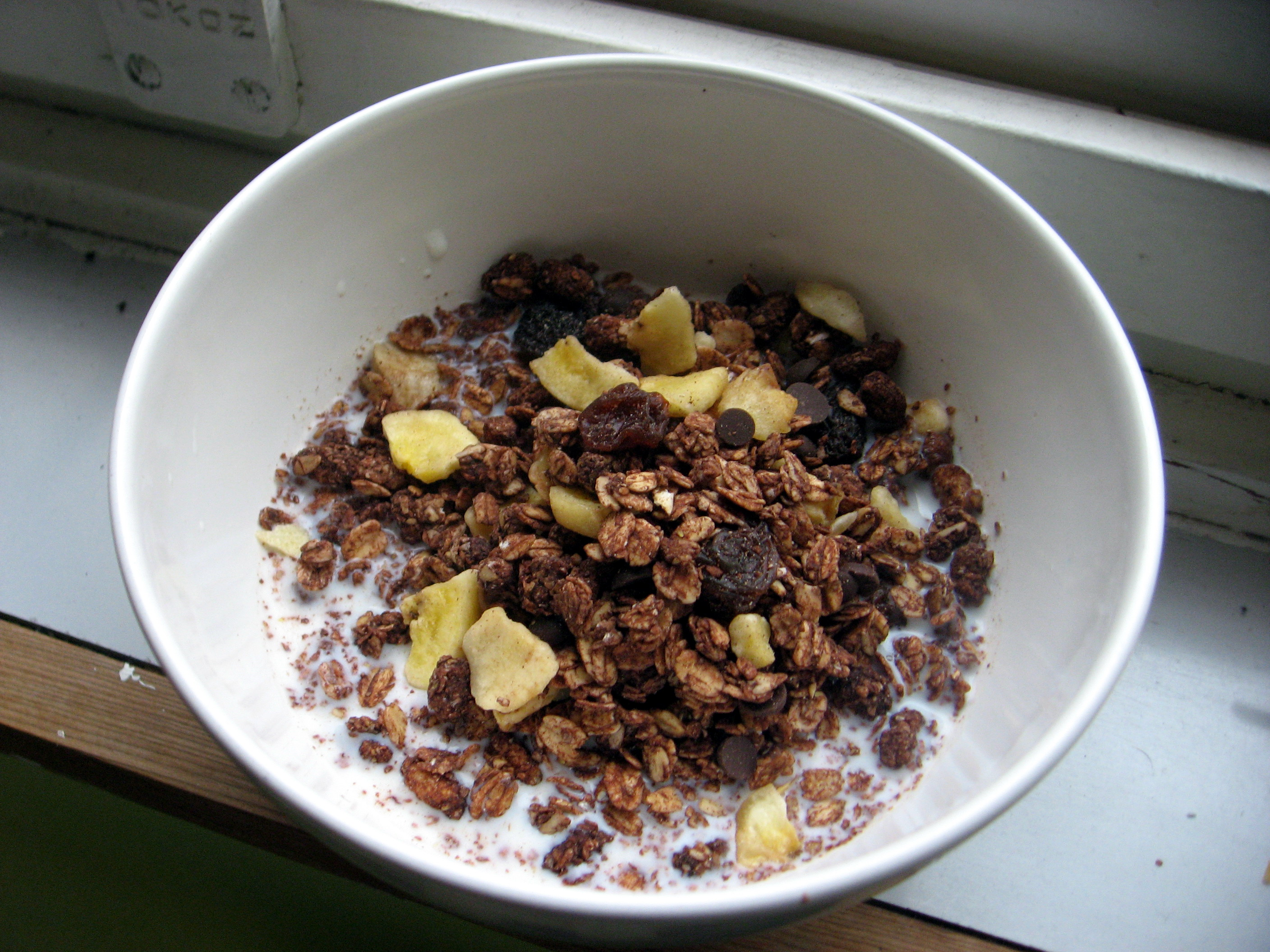
Plato de Muesli

Este simple plato nacido en Suiza pero que con la extensión gastronómica llegó a su país vecino. El muesli ha llegado a ser tan famoso que se le reconoce como típico de esta nación.
Se basa en avena laminada cruda, frutas y nueces empapadas en agua o zumo.

### Flädlesuppe

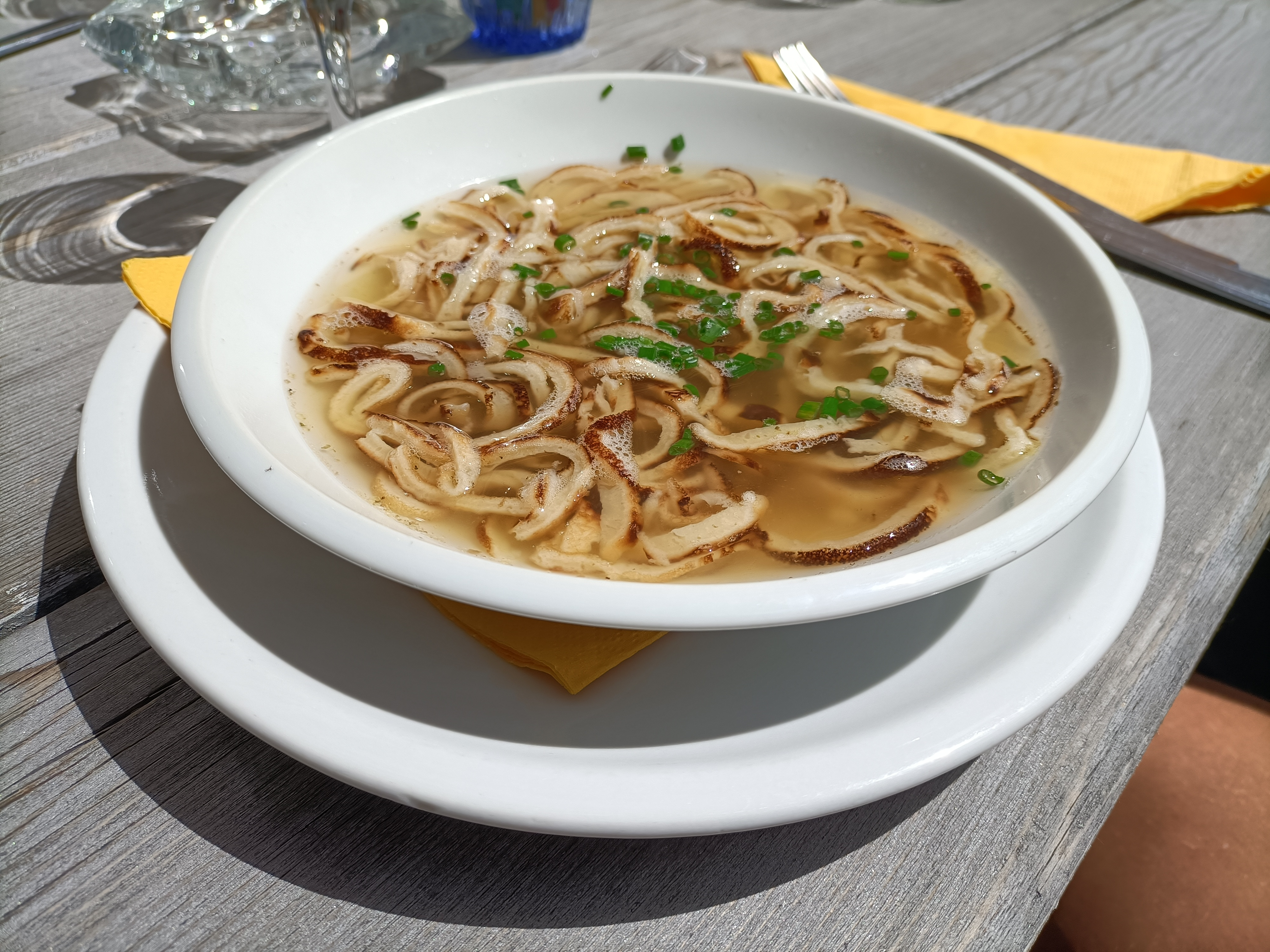
Plato de Flädlesuppe

Se basa en un caldo de ternera con finos fideos llamados Flädle, que se cortan en tiras antes de añadirlos al caldo.
Esta sopa se sazona con una gran variedad de hierbas, como el perejil y el tomillo, y se sirve caliente como la gran cantidad de platos de Liechtenstein.

### Knepfle
Este plato similar a un ñoqui, se usa principalmente como acompañamiento.
Se puede servir como plato principal si se le añade salsa, queso rallado o incluso verduras.